# Joint à revêtement abradable
Un joint à revêtement abradable est un système d'étanchéité dynamique pour les flux gazeux à grande vitesse et qui emploie un revêtement abradable. On l'utilise, par exemple, dans les turbines et compresseurs axiaux. Il consiste simplement à rapprocher les surfaces des deux pièces en rotation relative composant l'enveloppe non étanche. En laissant un espace quasi nul, les mouvements tourbillonnaires et la surpression autour de la faible section, font que le flux gazeux passe avec un débit réduit. Le revêtement abradable permet, quant à lui, de ne pas avoir des frottements trop violents entre les parties tournantes et les parties fixes.